# 部隊用防護装置
部隊用防護装置（ぶたいようぼうごそうち）は、陸上自衛隊の装備。主に化学科へ配備される。有毒化学剤などによる指揮所の汚染を予防し、指揮・統括の円滑な実施をはかるために使用される。

## 諸元
- 全高：2200mm
- 床面積：24.4m2 （居住部）、8.1m2 （検知除去部）
- 人員：10~20名

## 特徴
天幕とカマボコ状のドームが接合したような装備である。天幕も装備に付属する。

## 製作
- 重松製作所